# 國際能源論壇
国际能源论坛（International Energy Forum，IEF）是一个政府间的非营利性国际组织，旨在促进其成员之间相互理解和了解彼此之間共同的能源利益，以此确保全球能源安全。论坛的70个成员国是《国际能源论坛宪章》的签署国。國際能源論壇的成員不仅包括國際能源署和石油输出国组织国家，还包括巴西、中华人民共和国、印度、墨西哥、俄罗斯和南非等二十國集團成員。论坛两年一度的部长级会议是世界上最大的能源部长會議。